# Административно деление на Колумбия
Административното деление на Колумбия е установено с конституцията на страната от 1991 г., и последващите поправки към нея и закон 136 от 2 юни 1994 г.
Колумбия е разделена на 32 департамента и 1 столичен окръг*:
| - Амасонас - Араука - Атлантико - Богота* - Боливар - Бояка - Калдас - Касанаре - Каука - Сесар - Чоко | - Кордоба - Кундинамарка - Гуаиния - Гуавиаре - Уила - Ла Гуахира - Магдалена - Мета - Нарино - Путумайо - Киндио | - Рисаралда - Сан Андрес и Провиденсия - Сантандер - Сукре - Толима - Ваупес - Вичада - Антиокия - Какета - Северен Сантандер - Вале дел Каука |